# Каросерија
Каросерија је горњи део моторног возила који се причвршћује на основни доњи део возила који се назива шасија или рам.

## Особине
Каросерије у којима се превозе путници или терет разликују се међусобно према конструкцији, димензијама, намени и врсти материјала. Каросерија треба да пружи што мањи отпор при кретању кроз ваздушну средину. Каросерије нарочито путничких возила морају бити аеродинамичније, јер ће им отпор облика бити мањи, затим морају и споља бити фино обрађене да отпор трења честица ваздуха о каросерију буде што мањи. Треба да има и што мању масу и да при кретању возила изазива што мању буку, да буде компактна и са што мање саставних делова.
Код првих возила употребљавале су се каросерије са дрвеним костуром, али је дрво нарочито због труљења, веома брзо изашло из употребе као основни материјал. Прве дрвене конструкције замениле су каросерије код којих се комбиновало дрво и челик. С временом, дрво као материјал потпуно излази из употребе и прелази се на израду челичних каросерија. Костури каросерија се раде од челичних U профила, урађених од челичног лима дебљине највише 2 mm. Такви се лимови дају лако обликовати. Овакав костур се пресвлачи пресовањем, обликованим елементима од челичног лима дебљине 0,5 до 0,7 mm, а ови се елементи, завртњима или закивцима, растављиво међусобно спајају или заварују.
Класична целочелична каросерија путничког возила се ради одвојено од оквира возила, а склоп је: шкољка, предњи и задњи блатобрани, врата, поклопац мотора и поклопац пртљажног простора.
У последње време све више се као материјал за израду каросерија уводе легуре алуминијума и пластичне масе. Осим мање масе, предност им је и већа отпорност на корозију.

## Самоносећа каросерија
Савремена путничка возила и аутобуси раде се на такозваним самоносећим каросеријама. Некада су каросерија и шасија биле различити саставни делови возила, шасија је носећи склоп од кутијастих или цевастих носача спојених у дно возила, на ком су били причвршћени мотор с мењачем и обе осовине, а каросерија је била само спољашња шкољка возила причвршћена на шасију. Код самоносећих каросерија је носећи елемент сама каросерија. По начину израде разликује се шкољкасте и скелетне самоносеће каросерије и самоносеће каросерије с помоћним оквирима.
Каросерија се састоји од елемената из челичног лима и челичних профила међусобно тако заварених да поседују велику способност ношења и крутост. Предност самоносећих каросерија је у мањој маси и релативно једноставном остваривању аеродинамичког облика. Пошто самоносећа каросерија као целина представља и шасију и каросерију, мора се решити тако да крутост конструкције не буде знатније угрожена. Предност јој је што се ради као једна целина која боље подноси оптерећење и што не може доћи до расклимавања појединих елемената. У случају хаварије веома тешко се доводи у првобитно стање јер се губи геометрија возила. Најраспрострањеније решење самоносећих каросерија су решеткасте или скелетне самоносеће каросерије. Таква каросерија се састоји од пресованог језгра отвореног или затвореног профила који заједно са одговарајућим површинама чини скелет каросерије. Он на себе прима сва оптерећења, па остале површине каросерије могу бити од тањег лима, или од неког другог материјала као што је пластика.

## Каросерије путничких возила
Облици каросерија путничких возила резултат су низа захтева, међу којима су функционалност, аеродинамика, стабилност, комфорност, сигурност, естетски захтеви. Основне особености путничких возила су савремене аеродинамичне линије каросерије, ниско тежиште као услов стабилности, максимална удобност путника, велика сигурност каросерије с обзиром на могућа деформисања, што боља видљивост.
Каросерије путничких возила се раде са двоја, троја, четвора или петора врата, са различитим бројем седишта. Данас су у највећој примени следећи типови каросерија путничких возила:
- затворена каросерија са двоја или четвора врата, два или три реда седишта без унутрашње преграде, то је такозвани седан каросерија. Ако се постави преграда иза првог реда седишта, тада је то лимузина. Међутим, у многим случајевима ове две врсте каросерија се сврставају у једну категорију.
- хечбек има засечен задњи крај са троја или петора врата,
- лифтбек има изглед седана, али се код ове каросерије задње стакло подиже заједно са поклопцем пртљажника,
- караван има продужен задњи крај, обично је већи од хечбека и седана,
- купе је затворена каросерија са двоја врата и једним или два реда седишта,
- кабриолет је отворена каросерија која обично има кров који се може склапати,
- комби има затворену каросерију погодну за превоз путника или терета, двоја или четвора врата и често врата на задњој страни возила.
- минивен (моноволумен) има изглед повишеног каравана и са скраћеним моторним простором,
- теренска или СУВ возила су возила која се добро сналазе изван асфалта, имају погон на свим точковима, редуктор, блокаду диференцијала и већи клиренс, међутим постоје теренци под називом кросовер који су намењени углавном за градску вожњу и не морају обавезно да имају наведене особине,
- пикап су теренска возила са отвореним пртљажним простором.

Поред поменутих, постоје још каросерије спортских возила и возила специјалне намене која спадају у ову категорију, као возила хитне помоћи, ватрогасна возила, комунална, ауто-цистерне, војна и полицијска возила, хладњаче и друго.

## Галерија
- лимузина
- хечбек
- караван
- минивен
- теренац